# Sam Rosser
Sam Rosser (1 de agosto de 1987) es un deportista neozelandés que compitió en judo. Ganó dos medallas en el Campeonato de Oceanía de Judo en los años 2014 y 2015.

## Palmarés internacional
| Campeonato de Oceanía | Campeonato de Oceanía    | Campeonato de Oceanía | Campeonato de Oceanía |
| Año                   | Lugar                    | Medalla               | Categoría             |
| --------------------- | ------------------------ | --------------------- | --------------------- |
| 2014                  | Auckland (Nueva Zelanda) | Medalla de oro        | +100 kg               |
| 2015                  | Païta (Francia)          | Medalla de plata      | +100 kg               |